# Stefan Turski
Stefan Turski, właśc. Stefan Tureczek (ur. 26 grudnia 1875, zm. 5 stycznia 1945 w Krakowie) – polski aktor, reżyser teatralny, dyrektor teatru, autor wodewili.

## Życiorys

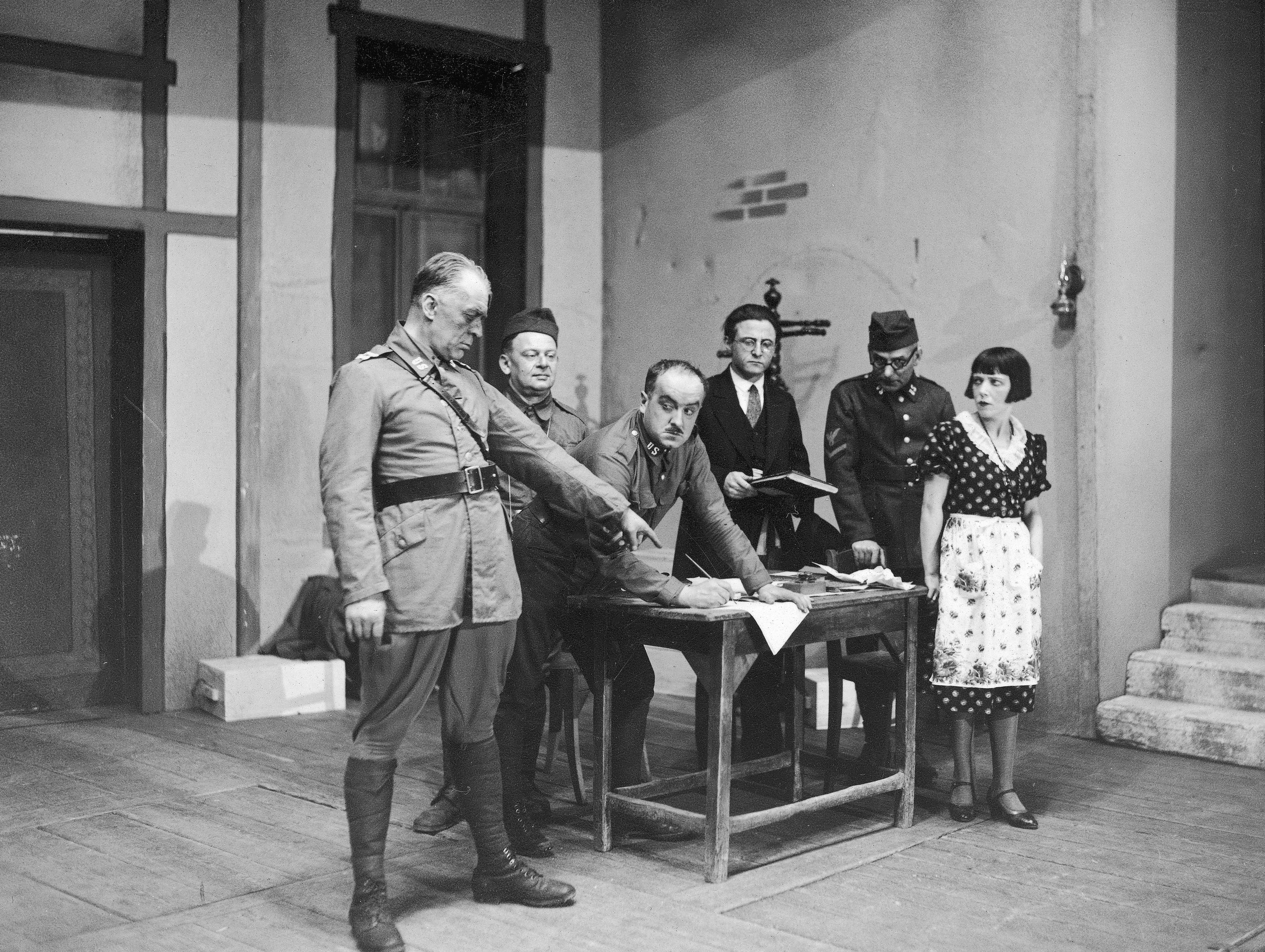
Scena z przedstawienia Rywale w Teatrze Miejskim im. J. Słowackiego w Krakowie (1929). Od lewej: Kazimierz Junosza-Stępowski, Józef Leliwa, Kazimierz Fabisiak, Wilhelm Wichurski, Stefan Turski, Stanisława Kostecka.

Jako aktor debiutował w Parku Krakowskim (1897), potem występował w Stanisławowie, w sezonie 1898/99 w zespole J. Grodzickiego i W. Powiadowskiego, w latach 1899–1900 w zespole A. Mullera, w latach 1901–1908 w Teatrze Polskim w Poznaniu, w latach 1908–1912 w Teatrze Ludowym w Krakowie (latem 1911 i 1912 w Parku Krakowskim). Organizował trupy teatralne i objeżdżał z nimi miasta i miasteczka Galicji. Jesienią 1911 kierował zespołem, m.in. w Jaśle, Gorlicach, Krośnie, Sanoku, Samborze, Brzeżanach, Tarnopolu, Rzeszowie. W sezonie 1912/13 prowadził zespół wystawiający na prowincji głównie jego sztuki. W lutym 1914 występował w zespole operetkowym w Lublinie i Krakowie. Od 1 marca do 6 listopada 1914 kierował Teatrem Ludowym w Parku Krakowskim, potem przy ul. Rajskiej. Po wybuchu I wojny światowej w sezonie 1914/15 występował w teatrze polskim w Wiedniu. W latach 1919–1921 prowadził własny zespół, m.in. w Cieszynie, w latach 1921–1926 należał do zespołu Teatru Bagatela w Krakowie, w latach 1926–1939 do zespołu Teatru Miejskiego im. Juliusza Słowackiego w Krakowie, gdzie także reżyserował.
Komedie i wodewile jego autorstwa cieszyły się dużym powodzeniem, także po II wojnie światowej. Najbardziej znany był jako autor wodewilu Krowoderskie zuchy (1910). Ponadto napisał wodewile: Synowa suteren, Przedmiejskie zalecanki, Lola z Ludwinowa. W swojej twórczości wykorzystywał folklor przedmieść Krakowa.
Od 1903 był mężem Fryderyki Turskiej (1980–1977), literatki, tłumaczki, publicystki, pedagoga.
Zmarł w Krakowie, pochowany na cmentarzu Rakowickim (kwatera LI-wsch-15).